# Yves Leterme
Yves Camille Désiré Leterme (Wervik, 6 oktober 1960) is een voormalig Belgisch politicus. Hij was onder meer Vlaams minister-president en premier van België. Hij was lang boegbeeld van de CD&V en boegbeeld van het toenmalige kartel CD&V/N-VA.

## Levensloop

### Jeugd
Hij werd geboren in Wervik, op de grens tussen Frankrijk en België als zoon van een Franstalige vader en een Vlaamse moeder. Hij bracht zijn jeugd door in het nabijgelegen dorp Zillebeke, een deelgemeente van Ieper.
Leterme volgde tussen 1973 en 1979 Latijn-Griekse humaniora aan het Sint-Vincentiuscollege in Ieper. Vervolgens studeerde hij eerst aan de KULAK, waar hij in 1981 het diploma behaalde van kandidaat in de rechten. In 1983 studeerde hij verder aan de toenmalige Rijksuniversiteit Gent (nu Universiteit Gent), waar hij twee diploma's behaalde, in 1983 dat van kandidaat in de politieke wetenschappen en in 1984 dat van licentiaat in de rechten. In hetzelfde jaar behaalde hij in Nice het diploma aan het Internationaal Studiecentrum voor het Federalisme. Ten slotte behaalde hij aan de RUG in 1985 het diploma van licentiaat in de bestuurswetenschappen (Master Bestuurskunde en Publiek management).

### Politieke loopbaan
In 1983 werd Leterme gekozen tot voorzitter van de CVP-jongeren van Ieper. Daarna was hij in 1985 parlementair medewerker van toenmalig CVP-volksvertegenwoordiger en stadsgenoot Paul Breyne en kort daarop politiek medewerker van Paul Deprez, Vlaams gemeenschapsminister van Externe Betrekkingen, een functie die hij uitoefende van 1986 tot 1987.
Leterme werd vervolgens van 1987 tot 1989 auditeur bij het Rekenhof en bleef actief in de politiek als nationaal ondervoorzitter van de CVP-jongeren. Ten slotte werd hij in 1988 afdelingsvoorzitter van de Ieperse CVP, wat hij bleef tot in 1991. In februari 1989 werd hij adjunct-nationaal-secretaris in het nationaal CVP-secretariaat in de Tweekerkenstraat in Brussel. In december 1991 werd hij tot nationaal CVP-secretaris gekozen en bleef dit tot in december 1992.
Vervolgens werd hij van 1992 tot 1997 administrator bij het Europees Parlement, terwijl hij tegelijkertijd in de plaatselijke politiek van Ieper actief bleef. In januari 1995 werd hij schepen in Ieper, wat hij bleef tot in januari 2001. Hierbij was hij bevoegd voor Huisvesting en Ruimtelijke Ordening.
Op 4 juni 1997 volgde hij Paul Breyne op als lid van de Kamer van volksvertegenwoordigers, toen die laatste aangesteld werd als West-Vlaams provinciegouverneur. Leterme werd op 13 juni 1999 rechtstreeks gekozen als CVP-volksvertegenwoordiger in het Federaal Parlement. Op 11 januari 2001 werd hij gekozen tot voorzitter van de Kamerfractie van de CD&V. (De CVP had zich in 2001 geprofileerd onder de nieuwe naam CD&V.) Hij bleef dat tot mei 2003. Bij de daaropvolgende verkiezingen werd hij opnieuw gekozen tot federaal volksvertegenwoordiger en bleef dit tot aan zijn ontslag op 5 juni 2004.
Op 27 juni 2003 werd hij gekozen tot voorzitter van CD&V, nadat zijn voorganger, Stefaan De Clerck, was opgestapt na de teleurstellende uitslag bij de federale verkiezingen van 18 mei 2003. Hij profileerde CD&V als een "positief alternatief" en vatte zijn programma samen onder de noemer "u verdient meer respect". Hij bleef voorzitter tot 20 juli 2004.
Begin 2004 ging hij een kartel aan met de N-VA, met de bedoeling om de christendemocratie en het Vlaams-nationalisme opnieuw dichter bij elkaar te brengen en België om te vormen tot een confederale staat met maximale bevoegdheden voor de gewesten en een afschaffing van de faciliteiten voor de Franstaligen in de Brusselse Rand. Op sociaal-economisch vlak toonde hij zich een sterk voorstander van het Rijnlands model, waarbij de overheid nauw samenwerkte met werkgeversorganisaties en vakbonden. Op 14 februari 2004 werd het desbetreffende akkoord getekend, het zogenaamde Valentijnskartel of Vlaams Kartel. Het kartel won de gewestelijke en Europese verkiezingen van 13 juni 2004 en was een persoonlijk succes voor Leterme. Bij de derde rechtstreekse Vlaamse verkiezingen van 13 juni 2004 werd hij verkozen in de kieskring West-Vlaanderen en stapte hij van de Kamer van volksvertegenwoordigers over naar het Vlaams Parlement. Ruim een maand later legde hij de eed af als minister-president van de Vlaamse regering en werd hij als Vlaams volksvertegenwoordiger opgevolgd door Johan Verstreken.

### Vlaams minister-president
Na een korte informatieronde vormde hij een nieuwe Vlaamse regering. Van 22 juli 2004 tot 26 juli 2007 was Leterme minister-president van Vlaanderen. Jo Vandeurzen volgde hem op als nieuwe voorzitter van de CD&V. Hij werd populair als minister-president met de slogan 'goed bestuur'. Op zondag 6 mei 2007 maakte hij bekend dat hij als lijsttrekker de senaatslijst van zijn partij voor de federale verkiezingen zou trekken. Op 10 juni 2007 behaalde hij als CD&V-lijsttrekker voor de Senaat een overwinning met 796.521 voorkeurstemmen.
Op 26 juni 2007 nam Leterme ontslag als minister-president van de Vlaamse regering ondanks vroegere beloften dat hij zijn termijn als minister-president zou uitzitten. Hij bleef senator in afwachting van de formatie van een nieuwe federale regering. Kris Peeters, die niet gekozen was tijdens de recente Vlaamse verkiezingen, volgde hem op als Vlaams minister-president.

### Formateur en eerste minister

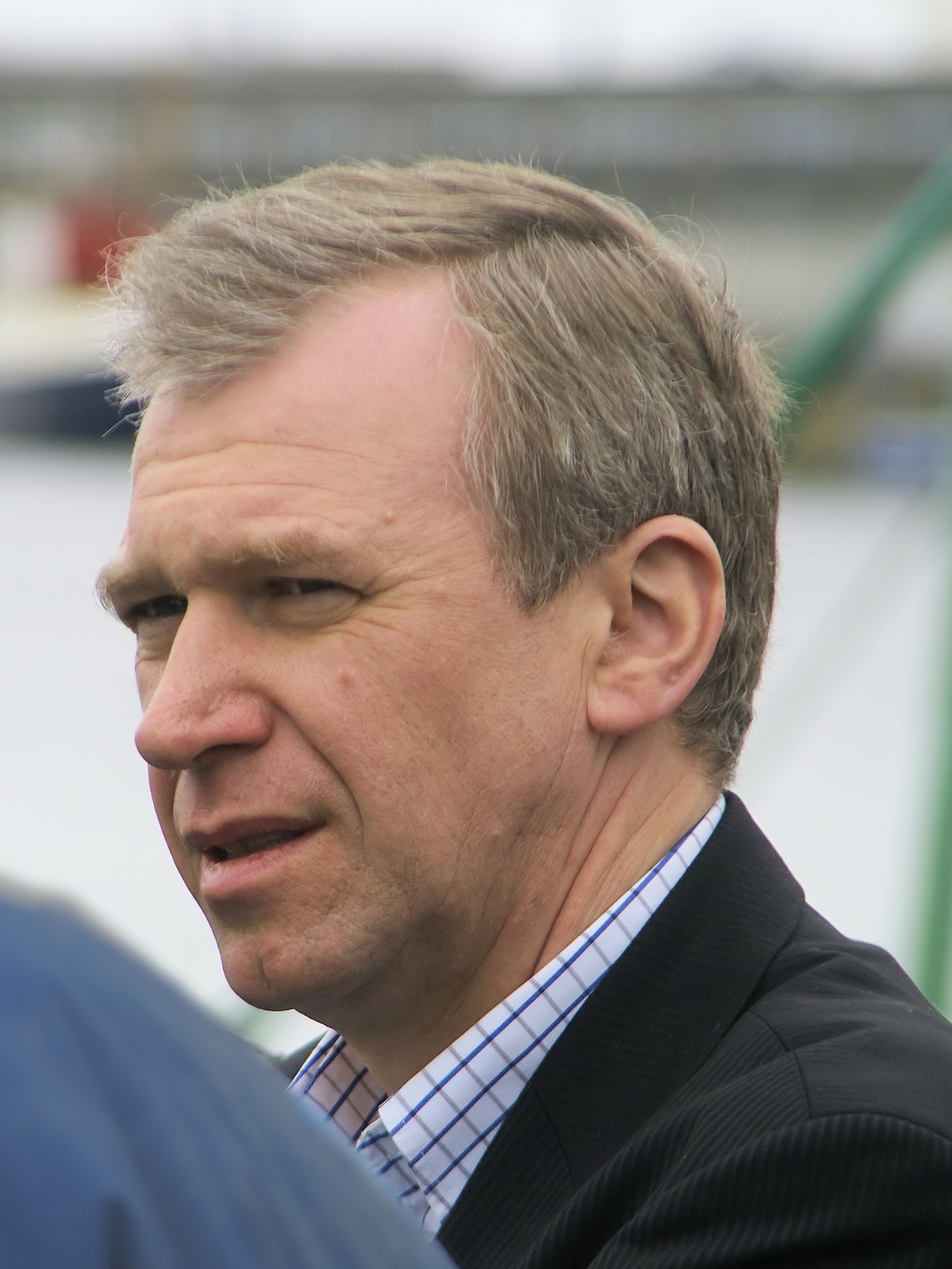
Leterme in 2007

De formatie die op de verkiezingen volgde, verliep erg moeizaam, omdat de Franstalige partijen zich een koele minnaar toonden van het verregaande confederalisme dat Leterme en het kartel CD&V/N-VA voorstonden. Nadat vicepremier Didier Reynders eerst als informateur en ex-premier Jean-Luc Dehaene daarna als koninklijk bemiddelaar het pad geëffend hadden voor Leterme, mocht hij voor de eerste maal het veld in als formateur. Op 15 juli 2007 werd Leterme door de koning tot formateur benoemd. Op 16 juli startte Leterme met zijn opdracht in de historisch beladen locatie van het Kasteel Hertoginnedal.
Op vrijdagochtend 20 juli 2007 bracht de formateur een eerste tussentijds verslag uit aan de koning en deelde mee dat hij verder werkte aan de formatienota tegen 25 juli. De kandidaat-coalitiepartijen kregen de nota bezorgd, waarna de eigenlijke regeringsonderhandelingen startten.
De formatiegesprekken met de verschillende partners verliepen moeizaam, mede door de haast onverzoenbare eisen van de onderhandelende partijen. Leterme bracht op vrijdag 17 augustus 2007 opnieuw verslag uit aan de koning. In een publieke verklaring wees hij op een belangrijk knelpunt tijdens de formatiegesprekken: het ontbreken van een consensus over de rol, de betekenis en de positie van de federale staat in verhouding tot de gemeenschappen en gewesten. Daarna vielen de onderhandelingen stil en ontving koning Albert II de partijvoorzitters van de onderhandelende partijen in het weekend van 18 en 19 augustus.
Bij gebrek aan consensus vroeg Leterme op 23 augustus 2007 aan de koning zijn ontslag als formateur. Na de één maand durende verkennersopdracht van Herman Van Rompuy, die erin slaagde de oranje-blauwe onderhandelingen opnieuw op gang te trekken, belastte de koning op het kasteel van Ciergnon op 29 september 2007 Leterme opnieuw met het vormen van een federale regering. De CD&V-senator aanvaardde deze opdracht. In deze opdracht werd hij bijgestaan door de koninklijke verkenner Van Rompuy. Op zaterdag 1 december, nadat hij er niet in geslaagd was een akkoord te bereiken over een ultiem onderhandelingsvoorstel over de staatshervorming, bood Leterme opnieuw zijn ontslag aan bij de koning. Albert II aanvaardde het ontslag.
Op 21 december 2007 werd de interim-regering Verhofstadt III beëdigd. Leterme werd hierin minister van Begroting en Institutionele Hervormingen. Als voorzitter van de Octopus-werkgroep slaagde hij er in maart 2008 in een eerste, beperkte hoofdstuk in de staatshervorming door te voeren. Vanaf de tweede helft van maart startten onder zijn leiding onderhandelingen voor de vorming van de definitieve regering Leterme I, een coalitie van CD&V, Open Vld, cdH, MR en PS. Deze regering legde de eed af op 20 maart 2008, vlak na het ontslag van premier Verhofstadt.
Op 23 maart 2008 werd het regeerakkoord voorgelegd aan de Kamer en kreeg het vertrouwen. Omdat in het regeerakkoord niet gerept werd over een mogelijke toekomstige staatshervorming, stelde Leterme 15 juli in het vooruitzicht als einddatum voor een akkoord binnen de regering over een staatshervorming.
Zonder akkoord over de toedracht en concrete timing van een staatshervorming op zak te hebben, en in de afwezigheid van rugdekking vanwege zijn kartel, bood Leterme op 14 juli 2008 zijn ontslag aan bij de koning. De regering hield zich vanaf dan enkel nog bezig met de lopende zaken. Omdat de koning op 18 juli 2008 het ontslag weigerde, kon Leterme, ook zonder enige garantie op een staatshervorming, verder als premier. Als gevolg van het gebrek aan perspectief op een staatshervorming zegde kartelpartner N-VA in september 2008 haar gedoogsteun aan de regering-Leterme I op, waardoor het kartel CD&V/N-VA uiteenspatte.
Halverwege december 2008 raakte Leterme en een paar dagen later ook andere leden van zijn regering (Jo Vandeurzen en Didier Reynders) in opspraak in verband met mogelijke beïnvloeding van het gerecht bij een rechtszaak waarbij de opdelingstransacties van Fortis van 3, 5 en 6 oktober werden aangevochten. Deze transacties waren er gekomen om het faillissement van de Belgisch-Nederlandse grootbank Fortis tijdens de wereldwijde kredietcrisis te vermijden, waardoor de bank was overgenomen door de Franse financiële groep BNP Paribas. De positie van Leterme leek op 18 december onhoudbaar, nadat een brief van de voorzitter van het Hof van Cassatie aan Kamervoorzitter Herman Van Rompuy openbaar gemaakt was. Leterme bood enkele uren later aan de koning het ontslag van zijn kabinet aan nadat de 6 bladzijden lange nota van de eerste voorzitter van het Hof van Cassatie Ghislain Londers bekend werd gemaakt. Het ontslag van de regering Leterme werd dan op 22 december 2008 door de koning aanvaard en ex-vicepremier en minister van staat Herman Van Rompuy werd de nieuwe regeringsleider. Leterme zetelde vervolgens van december 2008 tot juli 2009 terug in de Senaat.

### Minister van Buitenlandse Zaken en Buitenlandse Handel
Op 17 juli 2009 legde Leterme de eed af als minister van Buitenlandse Zaken en Buitenlandse Handel, nadat zijn voorganger, Karel De Gucht, Europees commissaris geworden was.

### Regering-Leterme II
Op 25 november 2009 legde Leterme voor de tweede keer de eed af als eerste minister, nadat Herman Van Rompuy was benoemd tot permanente voorzitter van de Europese Raad. Samen met zijn partijgenoot Jean-Luc Dehaene probeerde hij een politiek akkoord te bereiken over de splitsing van de tweetalige kieskring Brussel-Halle-Vilvoorde, dat was uitgegroeid tot een symbooldossier. Op 22 april 2010 bood Leterme het ontslag aan van de regering-Leterme II, nadat Open Vld-voorzitter Alexander De Croo bekend had gemaakt dat zijn partij uit de regering wilde stappen. Reden hiervoor was dat op de afgesproken datum geen akkoord bereikt was over het dossier BHV. Het ontslag werd door de koning aanvaard op 26 april 2010.
Op 13 juni 2010 vonden de federale verkiezingen plaats. Leterme stond op de eerste plaats van de West-Vlaamse Kamerlijst. De kieslijst van CD&V voor de Senaat werd aangevoerd door CD&V-voorzitster Marianne Thyssen. De CD&V behaalde het slechtste resultaat ooit: 17,6 % van de stemmen op de Nederlandstalige lijsten voor de Kamer en 16,5 % van de stemmen op de Nederlandstalige lijsten voor de Senaat.
Op 5 oktober 2010 vroeg koning Albert II aan Leterme als premier van lopende zaken om in nauwe samenwerking met het parlement, het maximum te doen om het economische en sociale welzijn van de burgers te vrijwaren in deze zeer lange periode van lopende zaken.
Op 6 december 2011 kwam uiteindelijk de regering-di Rupo tot stand na de langstdurende formatie ooit in de geschiedenis van België (541 dagen). Na de totstandkoming van deze regering nam Leterme ontslag uit de Kamer.

### Na de Wetstraat

#### OESO (Organisatie voor Economische Samenwerking en Ontwikkeling)
Leterme ontvluchtte de nationale politiek en werd medio september 2011 aangesteld als adjunct-secretaris-generaal van de Organisatie voor Economische Samenwerking en Ontwikkeling (OESO) in opvolging van de Nederlander Aart Jan de Geus. Hij begon in deze functie op 1 januari 2012. Hij was verantwoordelijk voor sociaal beleid, onderwijs, gezondheid, werkgelegenheid, kmo's en regionale ontwikkeling. Zijn mandaat liep initieel twee jaar en werd in november 2013 verlengd. Het afscheid van de politiek was hiermee niet noodzakelijk definitief. Niettemin verliet hij in juni 2014 voortijdig de OESO.
Bij de lokale verkiezingen in oktober 2012 voerde Leterme in Ieper een kartellijst CD&V/N-VA aan en was aldus kandidaat-burgemeester. Hij gaf aan dat als hij de verkiezingen won, hij de eed zou afleggen als burgemeester, maar de functie zou laten uitoefenen door Jan Durnez tot op het ogenblik dat hij het zelf kon doen. Leterme werd na de verkiezingen effectief benoemd tot burgemeester en Durnez werd aangesteld als zijn plaatsvervanger, terwijl Leterme voorzitter werd van de gemeenteraad. Door zijn drukke internationale bezigheden besloot hij uiteindelijk het burgemeesterschap niet op te nemen en in maart 2016 de gemeentepolitiek van Ieper te verlaten.
In 2015 zag hij af van het voornemen om het effectieve burgemeesterschap van Ieper op te nemen, zoals oorspronkelijk was voorzien. Hij bleef echter wel voorzitter van de Ieperse gemeenteraad. Op 7 maart 2016 nam hij definitief afscheid van het politieke leven met een korte toespraak voor de gemeenteraad in de raadzaal van de Lakenhalle in Ieper. Als reden gaf hij aan dat de combinatie met zijn internationale carrière onmogelijk was geworden.

#### IDEA (Internationale Intergouvernementele organisatie voor Democratische en Electorale Assistentie)
In juni 2014 werd hij secretaris-generaal van de Internationale Intergouvernementele organisatie voor Democratische en Electorale Assistentie (IDEA), een expertisecentrum voor democratie, waarvan Zweden de hoofdgeldschieter is. Hij werd benoemd voor vijf jaar. Binnen deze functie kreeg hij kritiek omdat hij zijn belastingen door de organisatie liet terugbetalen. Volgens Leterme kwam dat omdat hem een nettoloon toegezegd werd. Zweden, thuisbasis van IDEA, bevroor zijn bijdrage en er volgde een externe doorlichting door KPMG. Het leiderschap van Leterme werd daarin autoritair benoemd, al erkende de audit ook de budgettaire inspanningen. In mei 2019 liep zijn functie bij IDEA af.

#### Bestuursmandaten
Leterme was lid van de adviesraad van Telenet. In 2011 betaalde de media- en telecomgroep hem voor één vergadering 8.000 euro.
Van mei 2013 tot april 2018 was hij lid van de adviesraad van Invest Europe.
Van juni 2014 tot mei 2020 was Leterme lid van de raad van toezicht van de Duitse kabelgroep Tele Columbus.
In september 2015 werd hij hoofd van de Club Financial Control Body van de Europese voetbalbond UEFA om de financiële toestand van Europese voetbalclubs op te volgen. Hij bekleedde de functie tot in juni 2021.
Van juni 2016 tot mei 2020 werd Leterme bij Volkswagen lid van een adviesraad rond duurzame mobiliteit, milieubescherming en sociale verantwoordelijkheid, die na dieselgate in het leven werd geroepen.
In 2019 werd hij aangesteld als covoorzitter van de raad van bestuur van het Chinese kapitaalfonds ToJoy. Hij werd eveneens voorzitter voor West-Europa voor dit fonds en staat mee in voor de internationale uitbreiding ervan. Rond deze periode werd hij ook adviseur voor het Chinese telecombedrijf Huawei.
In 2023 werd Leterme adviseur van Silk Road Partners, een adviesbureau voor fusies en overnamedeals met partijen uit het (Midden-)Oosten.